# Cristina Civale
Cristina Civale (* 1960 in Buenos Aires) ist eine argentinische Journalistin und Schriftstellerin.
Civale studierte an der Universidad de Buenos Aires und konnte dieses Studium 1985 erfolgreich abschließen; ergänzt wurde diese Ausbildung durch ergänzende Studien mit dem Schwerpunkt Kino in Havanna und ihrer Heimatstadt. Bereits während ihres Studiums begann Civale für verschiedene Zeitungen bzw. Zeitschriften, wie „Noticias“, „El Periodista“, „Satiricón“, „El Periscopio“ u. a. zu schreiben.
Später kam Civale zum Fernsehsender Canal 13, wo sie für verschiedene Drehbücher verantwortlich zeichnete, u. a. auch für Serien wie „De poeta y de loco“ und „Laura y Zoe“. Daneben schuf sie sich in den letzten Jahren auch einen Namen als Schriftstellerin.

## Werke (Auswahl)
- Chica fácil. Espasa Calpe, Buenos Aires 1995.
- Hijos de mala madre. Editorial Sudamericana, Buenos Aires 1993.
- Perra virtual Editorial Planeta, Buenos Aires 1998.